# Hadena castiliana
Hadena castiliana är en fjärilsart som beskrevs av Hans Reisser 1935. Hadena castiliana ingår i släktet Hadena och familjen nattflyn. Inga underarter finns listade i Catalogue of Life.